# Чемпіонат України з футболу серед жінок 2014: вища ліга
Чемпіонат вищої ліги України з футболу 2014 року серед жінок — 23-й чемпіонат вищої ліги України з футболу, що проводився серед жіночих колективів.

## Учасники
| Команда            | Місто         | Стадіон           | Тренер            | Президент            | Місце у ВЛ 2013 |
| ------------------ | ------------- | ----------------- | ----------------- | -------------------- | --------------- |
| «Атекс-СДЮШОР №16» | Київ          | «Дніпровець»      | Алла Гресь        | Алла Гресь           | 8               |
| «ЦПОР-Донеччанка»  | Донецьк       | «ЦПОР-Донеччанка» | Тетяна Громовська | Микола Якушев        |                 |
| «Житлобуд-1»       | Харків        | ХТЗ / «Олімпієць» | Ярослав Ланцфер   | Олександр Харченко   |                 |
| «Житлобуд-2»       | Харків        | «Динамо»          | Євген Погорєлов   | Олександр Конюхов    | 5               |
| «Іллічівка»        | Маріуполь     | грали на виїзді   | Олександр Куценко | Леонід Берко         | 6               |
| «Легенда-ШВСМ»     | Чернігів      | «Текстильник»     | Сергій Сапронов   | Володимир Магеррамов |                 |
| «Родина-Ліцей»     | Костопіль     | «Колос»           | Василь Мамчур     | Георгій Лазарчук     | 7               |
| «Ятрань-Базис»     | Уманський р-н | «Уманьферммаш»    | Володимир Пею     | Олександр Дячук      |                 |

## Турнірна таблиця
| М | Команда            | І  | В  | Н | П  | РМ    | О    |
| - | ------------------ | -- | -- | - | -- | ----- | ---- |
|   | «Житлобуд-1»       | 14 | 12 | 2 | 0  | 54−3  | 38   |
|   | «Житлобуд-2»       | 14 | 12 | 2 | 0  | 43−4  | 38   |
|   | «Легенда-ШВСМ»     | 14 | 9  | 0 | 5  | 31−13 | 27   |
| 4 | «Ятрань-Базис»     | 14 | 7  | 1 | 6  | 20−22 | 22   |
| 5 | «Іллічівка»        | 14 | 5  | 1 | 8  | 7−18  | 16   |
| 6 | «Родина-Ліцей»     | 14 | 5  | 0 | 9  | 8−41  | 15   |
| 7 | «Атекс-СДЮШОР №16» | 14 | 2  | 0 | 12 | 0−63  | 6    |
| 8 | «ЦПОР-Донеччанка»  | 14 | 1  | 0 | 13 | 1−0   | 3[а] |

а Через бойові дії на сході України футбольний клуб «ЦПОР-Донеччанка» призупинив виступи у чемпіонаті України вже після першого туру. В усіх інших 13 поєдинках їм було зараховано технічну поразку -:+, а їх суперникам відповідно — перемогу. Місце команди у вищій лізі, в разі відновлення клубом повноцінної діяльності, зберігалося за нею на наступний сезон.
Позначення:

## Результати матчів
| Команда            | АТЕ  | ДОН | Ж-1  | Ж-2 | ІЛЛ | ЛЕГ | РОД | ЯТР |
| ------------------ | ---- | --- | ---- | --- | --- | --- | --- | --- |
| «Атекс-СДЮШОР №16» |      | +:- | 0:8  | 0:7 | 0:2 | 0:5 | 0:1 | 0:2 |
| «ЦПОР-Донеччанка»  | -:+  |     | -:+  | -:+ | -:+ | -:+ | -:+ | -:+ |
| «Житлобуд-1»       | 4:0  | +:- |      | 0:0 | 3:1 | 5:0 | 8:0 | 5:1 |
| «Житлобуд-2»       | 15:0 | +:- | 1:1  |     | 3:0 | 3:2 | 6:0 | 2:1 |
| «Іллічівка»        | +:-  | 0:1 | 0:3  | 0:3 |     | +:- | 4:0 | 0:0 |
| «Легенда-ШВСМ»     | 5:0  | +:- | 0:1  | 0:1 | 3:0 |     | 4:0 | 4:0 |
| «Родина-Ліцей»     | 4:0  | +:- | 0:10 | 0:1 | 2:0 | 1:5 |     | 0:2 |
| «Ятрань-Базис»     | 10:0 | +:- | 0:6  | 0:1 | 1:0 | 2:4 | 1:0 |     |

## Найкращі бомбардири
| № | Футболіст      | Команда      | Ігри | Голи (пен.) |
| - | -------------- | ------------ | ---- | ----------- |
| 1 | Яна Калініна   | «Житлобуд-2» | 12   | 15 (2)      |
| 2 | Марія Тихонова | «Житлобуд-1» | 11   | 11 (3)      |
| 3 | Ольга Овдійчук | «Житлобуд-1» | 12   | 9           |

## Статистичні дані
- Найкращим гравцем чемпіонату було визнано голкіпера харківського «Житлобуда-1» Ірину Саніну[2].
- Протягом чемпіонату було забито 164 м'ячі, 95 з яких на рахунку господарів, а 69 — гостей.
- Арбітрами було призначено 14 пенальті, 12 з яких завершилися взяттями воріт.
- Найшвидший гол чемпіонату забила гравчина «Житлобуда-1» Ганна Мозольська, вразивши ворота «Атекса» на 1 хвилині матчу.
- Найвідвідуванішою командою змагань став харківський «Житлобуд-2». Матчі за його участю відвідали 2 680 глядачів.
- Найбільше глядачів зібрав «чемпіонський» поєдинок між «Житлобудом-2» та «Житлобудом-1» — 500 чоловік.
- Найпопулярнішим рахунком чемпіонату став рахунок 1:0 (8 матчів).
- Єдиною командою, що так і не розпечатала ворота суперників, став київський «Атекс».
- Найгрубіша команда чемпіонату — «Іллічівка». В пасиві маріупольських футболісток 2 видалення та 12 попереджень.